# Coronellaria
Coronellaria is een geslacht van schimmels uit de orde Helotiales. De familie is nog niet met zekerheid bepaald (Incertae sedis).

## Soorten
Volgens Index Fungorum telt het geslacht tien soorten (peildatum maart 2022):
| Soortnaam                                      | Auteur(s)             | Publicatiejaar |
| ---------------------------------------------- | --------------------- | -------------- |
| Coronellaria aberrans                          | (Velen.) Svrček       | 1989           |
| Coronellaria acori                             | Höhn.                 | 1918           |
| Coronellaria benkertii                         | Svrček                | 1978           |
| Coronellaria caricinella (Zeggefranjemollisia) | (P. Karst.) P. Karst. | 1870           |
| Coronellaria castanopsidis                     | Kanouse               | 1941           |
| Coronellaria delitschiana                      | (Auersw.) P. Karst.   | 1870           |
| Coronellaria lunata                            | Velen.                | 1934           |
| Coronellaria musicola                          | (Speg.) Dennis        | 1954           |
| Coronellaria pulicaris (Biezenfranjemollisia)  | P. Karst.             | 1871           |
| Coronellaria typhae                            | Nannf.                | 1932           |